# Cosmarium pseudoretusum
Cosmarium pseudoretusum là một loài Song tinh tảo trong họ Desmidiaceae, thuộc chi Cosmarium.